# Hochschule für Musik und Theater München

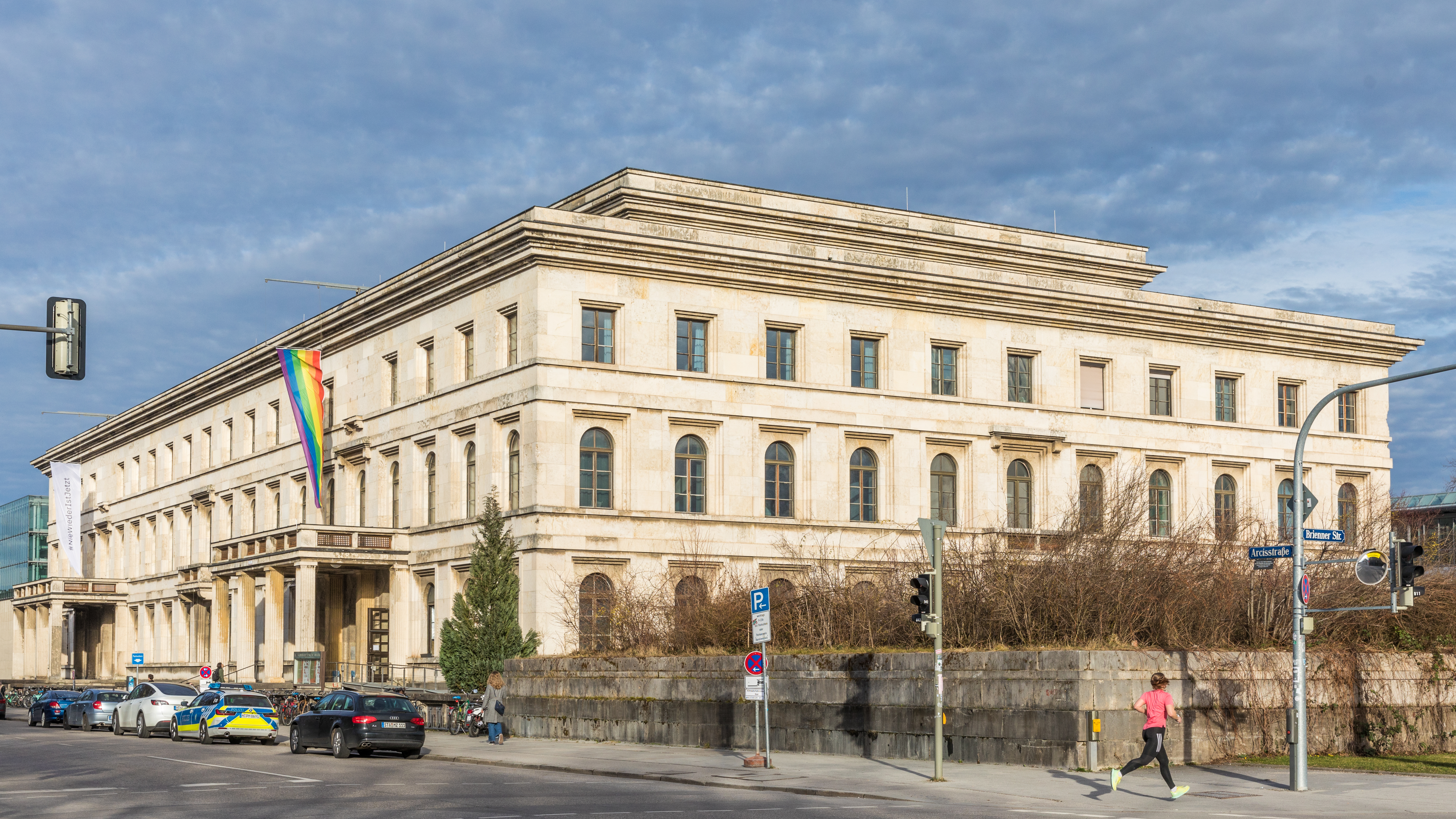
Edificio de la Hochschule für Musik und Theater München

La Hochschule für Musik und Theater München (Escuela Superior de Música y Teatro de Múnich) es una de las más importantes escuelas superiores dentro del sector cultural en Alemania. Fue fundada en 1846 como Königliches Conservatorium für Musik (Conservatorio Real de Múnich) y en su recorrido ha recibido diferentes nombres; el actual desde 1998. En 2008 se fusionó con el Conservatorio Richard Strauss de la capital bávara. La institución se encuentra ubicada, desde 1957, en el que fuera Führerbau (Edificio del Führer) del antiguo partido nazi. Sito en la calle Arcisstraße 12, muy cerca de Königsplatz, en su anterior función el edificio albergó en 1938 la firma de los Acuerdos de Múnich.

## Estructura formativa
En la actualidad, la Hochschule se estructura en seis áreas principales: Cantantes, Instrumentistas, Bailarines, Compositores, Regidores y Directores. Algunas materias teatrales se imparten en cooperación con la Bayerische Theaterakademie August Everding (Academia de Teatro «August Everding» de Baviera) en el Prinzregententheater (Teatro del Príncipe Regente).

### Departamentos
- Academia de Ballet
- Estudio para la Interpretación Histórica
- Instituto para la Gestión Cultural
- Pedagogía Instrumental y Vocal
- Instituto de Jazz
- Joven Academia para Talentos Especiales
- Música Eclesiástica / Órgano
- Instituto de Pedagogía Musical para la Formación del Profesorado
- Instituto de Musicología
- Música Popular

## Directores/presidentes de la institución
Königliches Conservatorium für Musik
- Franz Hauser (1846–1864)

Königliche bayerische Musikschule
- Hans von Bülow (1867–1869)
- Karl von Perfall (1874–1892)
- Josef Rheinberger y Franz Wüllner (1874–1892)

Königliche Akademie der Tonkunst
- Karl von Perfall (1892–1901)
- Josef Rheinberger y Franz Wüllner (1892–1901)
- Bernhard Stavenhagen (1901–1904)
- Felix Mottl (1904–1911)
- Hans Bußmeyer (1911–1919)
- Berthold Kellermann (1919–1920)

Staatliche Akademie der Tonkunst - Hochschule für Musik
- Siegmund von Hausegger (1920–1934)
- Richard Trunk (1934–1945)
- Joseph Haas (1946–1950)
- Robert Heger (1950–1954)
- Karl Höller (1954–1972)
- Fritz Schieri (1972–1981)
- Diethard Hellmann (1981–1988)
- Klaus Schilde (1988–1991)
- Cornelius Eberhardt (1991–1995)
- Robert Maximilian Helmschrott (1995–1998)

Hochschule für Musik und Theater
- Robert Maximilian Helmschrott (1998–2003)
- Siegfried Mauser (2003–2014)
- Bernd Redmann (2014)